# La Grenadière
La Grenadière est une nouvelle d'Honoré de Balzac parue en 1832 dans la Revue de Paris.

## Composition
Dans le manuscrit d'origine, Balzac l'avait intitulée Les Orphelins, mais il conserve le titre de La Grenadière pour la première publication en volume en 1834. Elle figure dans les Études de mœurs publiées chez Mme Béchet, dans la série Scènes de la vie de province. Dans l'édition Furne de 1842, le texte paraît dans les Scènes de la vie privée de La Comédie humaine.
Les deux orphelins sont les deux enfants de l'héroïne, Mme Augusta Willemsens. Mais curieusement, on ne connaîtra pas leur destinée. La nouvelle s'arrête à la mort de la mère, lorsque Louis-Gaston, l'aîné des deux garçons et Marie-Gaston, son très jeune frère, se lancent dans la vie en suivant les préceptes transmis par leur mère.
Tout est assez mystérieux dans ce texte ciselé, rédigé avec un soin extrême : une perle qui, d'après Zulma Carraud, amie de Balzac, avait été écrite en une nuit dans sa propriété, alors que l'auteur jouait en même temps au billard, « revenant sans cesse, puis posant sa canne et retournant écrire ».

## Lieu du récit
C'est dans la localité de Saint-Cyr-sur-Loire, où il avait été mis en nourrice, qu'Honoré de Balzac situe La Grenadière, une propriété qui existait réellement et où lui-même séjourna avec Laure de Berny en 1830.
Balzac ouvre la nouvelle sur une description détaillée de la maison et de ses environs :

« La Grenadière est une petite habitation située sur la rive droite de la Loire, en aval et à un mille environ du 
pont de Tours. En cet endroit, la rivière, large comme un lac, est parsemée d'îles vertes et bordée par une roche sur laquelle sont assises plusieurs maisons de campagne, toutes bâties en pierre blanche, entourée de clos de vigne et de jardins où les plus beaux fruits du monde mûrissent à l'exposition du midi. […]
La Grenadière, sise à mi-côte du rocher, à une centaine de pas de l'église, est un de ces vieux logis âgés de deux ou trois cents ans qui se rencontrent en Touraine dans chaque jolie situation. […] »

— Honoré de Balzac, incipit de « La Grenadière ».

## Résumé
« La Grenadière » est le nom d'une maison de campagne, simple et confortable, où tout respire le bonheur et la simplicité, depuis les vieux domestiques jusqu'aux meubles simples mais de bon goût et au jardin particulièrement soigné. Sa locataire, récemment installée dans les lieux avec ses deux fils auxquels elle consacre tout son temps, semble avoir connu les affres des grands malheurs. Mais elle reste belle, digne et elle s'efforce de cacher à ses enfants son état de santé déplorable. Minée par un mal mystérieux qui la ronge chaque jour, elle inspire le respect à la bonne société des environs, au point que l'on admet sa vie de recluse sans se poser de questions.
En revanche, le lecteur s'interroge sur cette mystérieuse femme dont l'auteur décrit la vie antérieure par allusion. Elle est sans doute mariée à un lord et se cache ici, peut-être sous un nom d'emprunt. Mais pourquoi ? A-t-elle connu un amour adultérin ou bien son mari l'a-t-il abandonnée ? Ses enfants dont elle dit dans un moment de désespoir qu'ils seront bientôt « sans père et sans mère » (puisqu'elle va mourir), sont-ils les fils du lord ou de quelqu'un d'autre ? Avant de mourir, elle prend la peine de donner à chacun son acte de naissance et aussi un document attestant de son identité pour que l'on puisse l'enterrer légalement. Sur le document officiel, on découvre qu'elle s'appelle Lady Brandon, femme de Lord Brandon.
On en apprend finalement plus sur le destin de cette femme et de ses deux enfants dans la seconde partie du roman Mémoires de deux jeunes mariées. Elle est également évoquée par Félix de Vandenesse dans Le Lys dans la vallée, lorsque celui-ci se remémore plusieurs exemples de femmes malheureuses, avant de retrouver Mme de Mortsauf agonisante.

## Commentaire
Dans cette nouvelle, comme dans Étude de femme, Autre étude de femme, La Femme abandonnée et La Femme de trente ans, Balzac témoigne d'une délicatesse, d'une grâce et d'une sobriété qui laisseraient Bouvard et Pécuchet vraiment songeurs.

## Adaptation au cinéma
En 2006, La Grenadière a fait l'objet d'une adaptation japonaise en animation (40 minutes) par Kōji Fukada (深田晃司). Takeshi Fukazawa (深澤研) en est le responsable artistique et le professeur Shigeru Kashima (鹿島茂) de l'université Meiji était le conseiller littéraire.